# Schenklengsfeld
Schenklengsfeld est une municipalité allemande située dans le land de la Hesse et l'arrondissement de Hersfeld-Rotenburg.

## Communauté juive

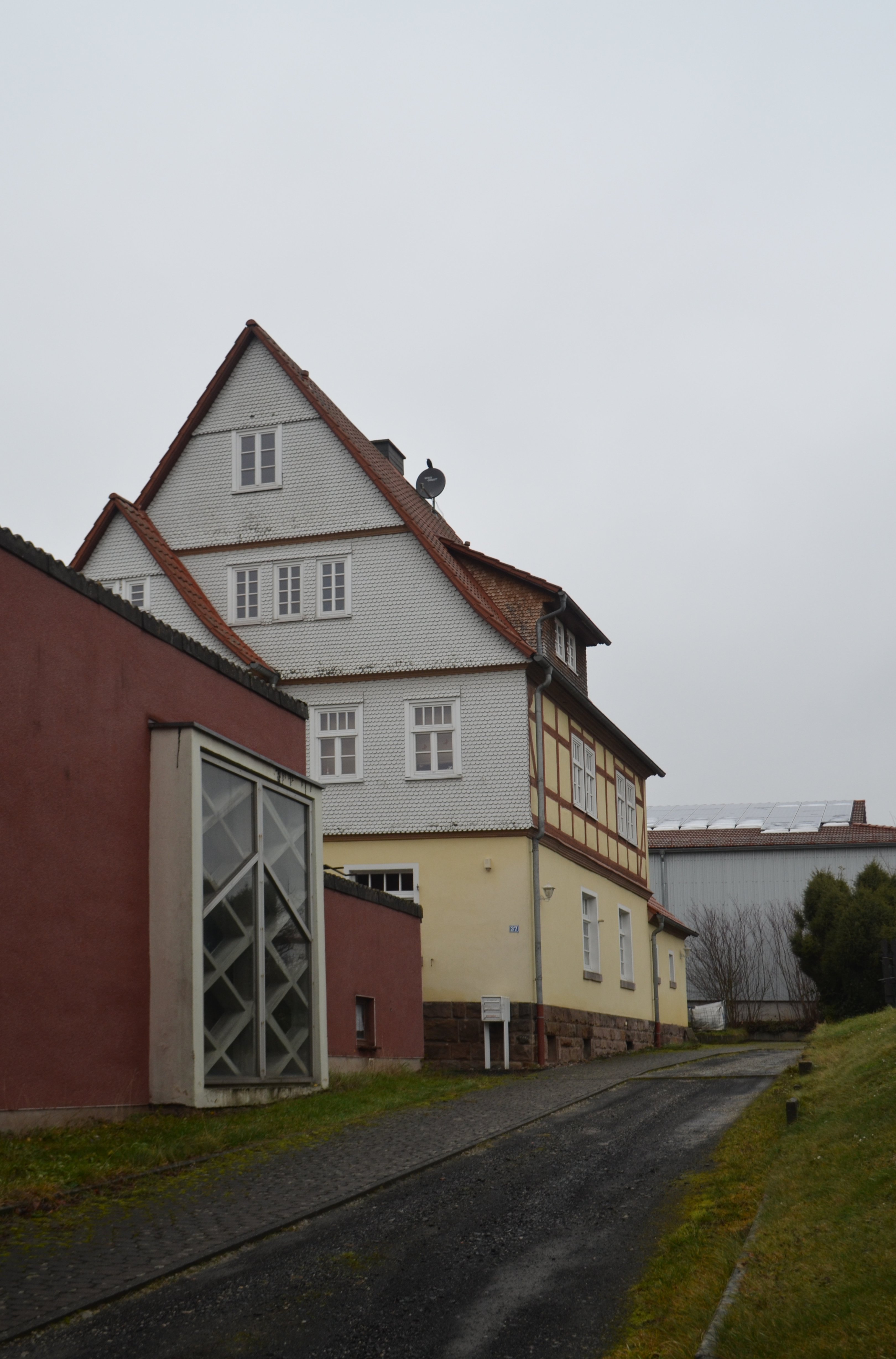
Judaica-Museum de Schenklengsfeld

La communauté juive de Schenklengsfeld est ancienne. 
Elle comptait 149 âmes en 1925, représentant ainsi environ 13 % de la population. Pour la communauté, il y avait une synagogue, une école primaire juive et un cimetière juif qui existe toujours aujourd'hui. 
Les derniers Juifs sont partis à l'été 1940. Au total, 22 membres de la population juive de la communauté, pour lesquels une pierre commémorative a été placée au cimetière en novembre 1988, ont été assassinés pendant la Shoah.
Le musée Judaica est ouvert depuis 1999 à Schenklengsfeld. Il a été installé dans la maison de l'ancien professeur de la communauté juive de Schenklengsfeld comme lieu de mémoire. La maison, construite par la communauté juive en 1912, a été entièrement restaurée entre 1996 et 1999 par le Förderkreis Jüdisches Lehrerhaus Schenklengsfeld eV (« Société pour la promotion de la maison des enseignants juifs de Schenklengsfeld ») et contient, outre deux logements sur les étages supérieurs, une salle de séminaire avec une bibliothèque spécialisée, ainsi qu'une salle d'exposition avec des expositions sur la religion et l'histoire de la minorité juive.

## Personnalités liées à la ville
- August Spies (1855-1887), anarchiste né au château de Landeck.